# Wincentów (Włoszczowa)
Pour les articles homonymes, voir Wincentów.
Wincentów est une localité polonaise de la gmina de Secemin, située dans le powiat de Włoszczowa en voïvodie de Sainte-Croix.